# Zarmihr Karen
Zarmihr Karen (... – 558) è stato un politico persiano.

## Biografia
Apparteneva alla casa di Karen, e per un breve periodo fu governatore dello Zabulistan per conto dell'Impero sassanide. Era figlio di Sukhra.